# Gerold Kürten
Gerold Armin Franz Peter Kürten (* 28. Oktober 1927 in Birkesdorf; † 28. April 1993 in Köln-Dünnwald) war ein deutscher Musikpädagoge, Komponist und Orchesterleiter.

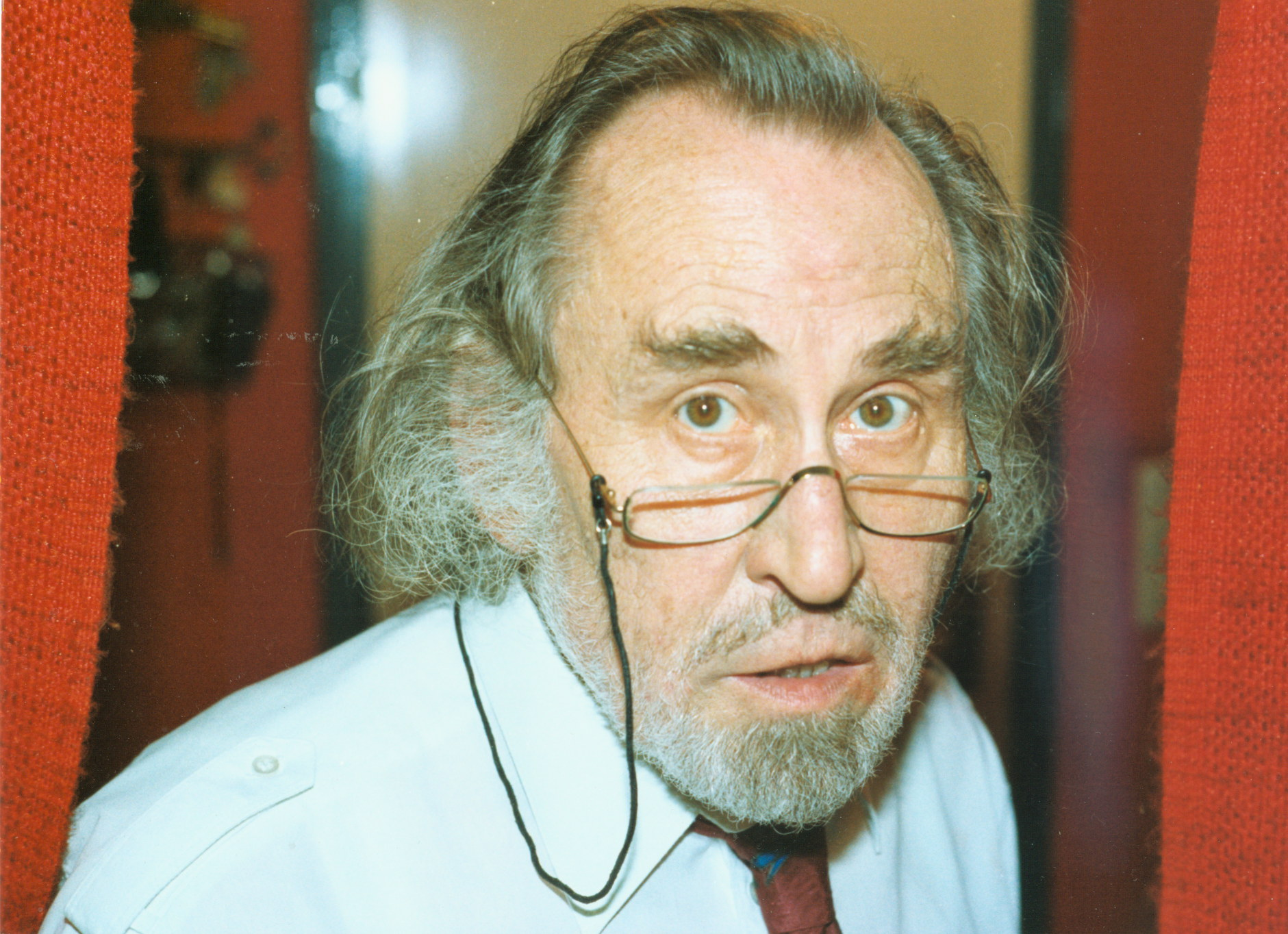
Gerold Kürten (1992)

## Leben

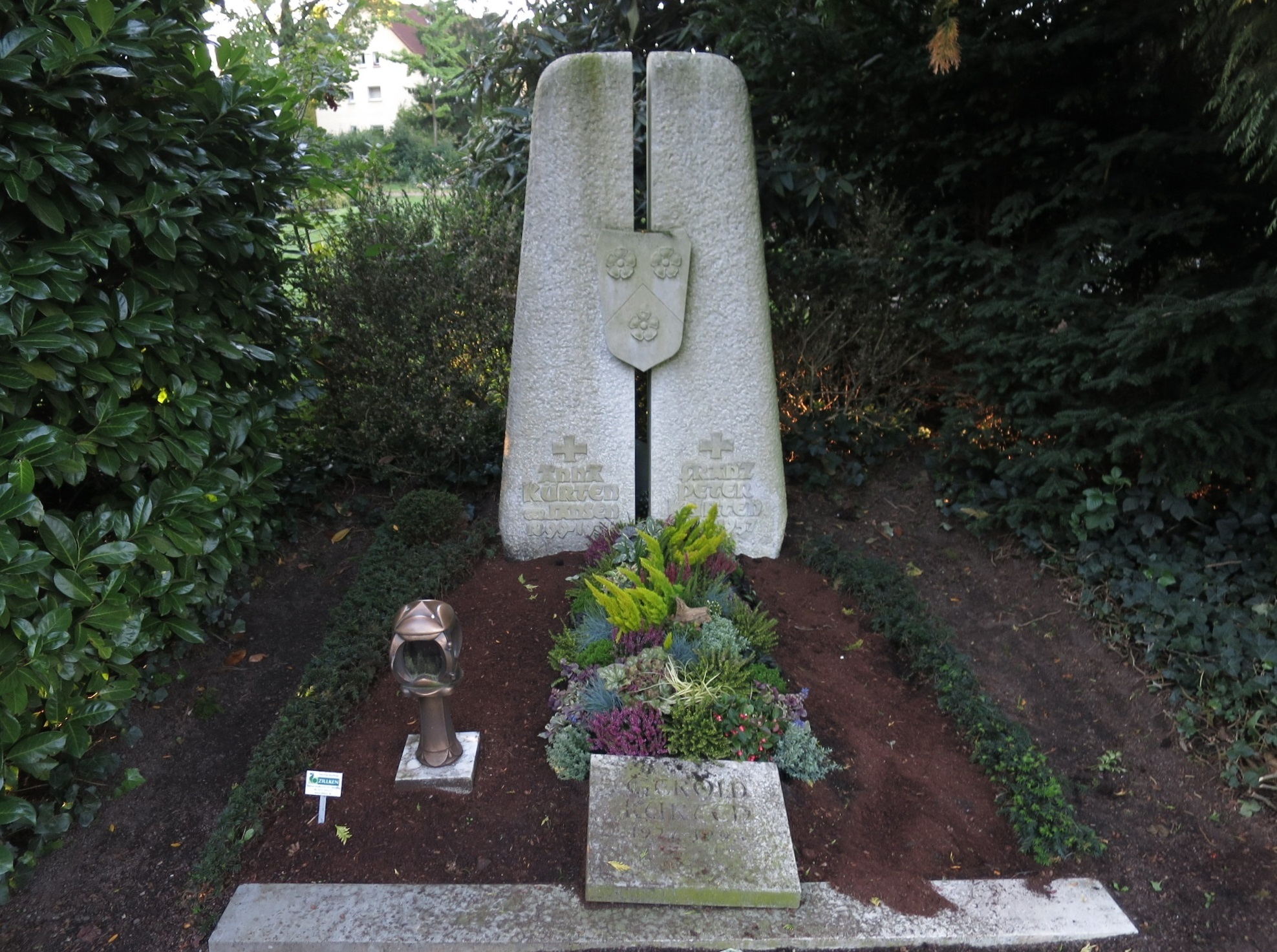
Familiengrab Kürten auf dem Kölner Friedhof Dünnwald

Er wurde 1927 als Sohn des Schriftstellers Franz Peter Kürten und seiner Frau Anna Janssen in Birkesdorf geboren. 1936 zog die Familie nach Köln um. Die ersten Aufzeichnungen von Gerold Kürten als Musiker stammen vom 4. Juni 1938. Hier trat er als einer von drei Sängern in der Rundfunksendung Wir und die Welt – Pfingstreise ins Bergische Land auf. Er besuchte das Gymnasium Kreuzgasse in Köln und machte das Abitur in den Kellerräumen des Gymnasiums Spiesergasse. Vor dem Abitur wurde er als Luftwaffenhelfer und Panzergrenadier eingesetzt.
Es folgten Musikstudium und die Prüfung als Chorleiter (Dirigent) und für Komposition und Klavier. 1955 gründete er das Kölner Jugendorchester La Volta e. V., das sich auf internationale Musik spezialisierte. Ab 1956 war er Mitarbeiter beim Jugend- und Schulmusikwerk der Stadt Köln; er gab in diesem Rahmen hauptsächlich im Rechtsrheinischen Kurse für Gitarre und Blockflöte und betreute sogenannte Singklassen. 1956 heiratete er, 1960 und 1965 wurden seine Kinder geboren. 1972 wurde die Ehe geschieden.
Ab 1971 wurde er Vollzeitmitarbeiter an der Rheinischen Musikschule. Seine Zuständigkeiten waren die musikalische Elementarerziehung, Theorie, Blockflöte, Gitarre und der spätere Folklore-Spielkreis. Gleichzeitig entstand unter seiner Leitung der Volksmusik-Spielkreis an der Volkshochschule Köln. Im selben Jahr begann auch die Zusammenarbeit mit dem Altermarktspielkreis der VHS unter der Leitung von Richard Griesbach. 1980 übernahm er den kölschen Singkreis an der VHS. Kürten starb 1993 und wurde im Familiengrab auf dem Kölner Friedhof Dünnwald beigesetzt.

## Wirken
Während und nach dem Studium komponierte er häufig, so z. B. schon 1948/49 das Stück Der Dom von Heinrich Roggendorf als Kantate, die er später als vierteiliges Chorwerk umarbeitete. Nach dem Examen 1952 bis April 1961 war Kürten freiberuflich tätig. In dieser Zeit betrieb er autodidaktische Studien über Carl Orff, Igor Strawinsky, Arnold Schönberg, Alban Berg und Béla Bartók. Geld verdiente er mit privatem Musikunterricht. 1974 brachte er das Register zu Volksleben und Lande am Rhein heraus. Im selben Jahr entstanden die ersten Kontakte mit der kölschen Liedermacherin Monika Kampmann, und es entwickelte sich über viele Jahre eine intensive Zusammenarbeit zwischen Komponist und Interpretin. Kürten arbeitete mit im Arbeitskreis für die Planung und Durchführung der Veranstaltungsreihe Kölle op Kölsch und der Reihe Kölsche Leedcher en d’r Schull, ferner war er im Beirat der Akademie för uns kölsche Sproch.
Mit seinen Musikgruppen organisierte Kürten viele Reisen, zunächst hauptsächlich ins europäische und später auch ins außereuropäische Ausland, nicht selten trat er dabei im Auftrag der Stadt Köln und als Botschafter der kölschen Sprache und des kölschen Liedguts auf. Einer der Höhepunkte war 1989 der Auftritt mit Folklore-Spielkreis und des Karnevalsvereins Hellige Knäächte un Mägde bei der 400-Jahr-Feier der Kölner Partnerstadt Wolgograd. Ebenfalls 1989 spielte der Folklore-Spielkreis im vollbesetzten Kölner Gürzenich.
Die Liedersammlung Loss m’r doch noch jet singe ist sein Lebenswerk. Zwar hatte sein Vater in gewisser Weise schon den Grundstein gelegt, doch Vater und Sohn ergänzten sich hier: Franz-Peter Kürten schrieb und sammelte Mundartstücke, Gerold vertonte sie zum Teil und sammelte selbst Musikstücke aus dem gesamten ripuarischen Sprachraum und sorgte für deren Aufarbeitung und Verbreitung. Es handelt sich um eine Liedersammlung bestehend aus drei Teilen, in Form einer Lose-Blatt-Sammlung mit vielen Einzellieferungen. Das Vorwort des ersten Bandes entstand im Oktober 1975. Mit der 19. Einzellieferung im Oktober 1992 wurde das Werk abgeschlossen. Viele der kölschen Lieder zusätzlich zu Loss m’r doch noch jet singe, zu denen Kürten Musik geschrieben und/oder den Text beigetragen hat, sind bei der Akademie för uns kölsche Sproch zusammengetragen. Kompositionen, Lied- und Schlagerbearbeitungen sowie Instrumentalbearbeitungen aus dem Nachlass Kürtens befinden sich im Institut für Europäische Volkskunde in Köln.

## Auszeichnungen
- Rheinlandtaler 6. September, 1988
- Schmitz-Orden der Kölnischen Rundschau, 16. Oktober 1987
- Magister Lingue et Humoris Coloniensis (Meister der kölschen Sprache und des kölschen Humors), 1989
- Ein Saal in der Regionalschule Holweide der Rheinischen Musikschule wurde auf Vorschlag des Kollegiums nach ihm benannt, 17. Juni 2000
- Darstellung in dem Bilderzyklus auf 46,5 m Leinwand „Endstation Ubierring 40“ von Professor Hans Rolf Maria Koller, 1993